# Thomas Tuchel
Thomas Tuchel (* 29. August 1973 in Krumbach) ist ein deutscher Fußballtrainer und ehemaliger -spieler. 
Der frühere Abwehrspieler war mehrere Jahre als Jugendtrainer tätig und wurde im August 2009 zum Cheftrainer des 1. FSV Mainz 05 befördert. Danach war er bis zu seiner Beurlaubung im Mai 2017 zwei Jahre lang Cheftrainer von Borussia Dortmund und gewann den DFB-Pokal 2017. Von Juli 2018 bis Ende Dezember 2020 war er Cheftrainer bei Paris Saint-Germain und gewann zweimal die französische Meisterschaft, den französischen Pokal und den französischen Ligapokal. Von Januar 2021 bis Anfang September 2022 trainierte Tuchel den FC Chelsea, mit dem er 2021 die Champions League gewann, woraufhin er zum FIFA-Welttrainer des Jahres gewählt wurde. Von März 2023 bis Juni 2024 trainierte Tuchel den FC Bayern München. Seit Januar 2025 ist er Cheftrainer der englischen Nationalmannschaft.

## Werdegang

### Spieler
Tuchel begann unter Anleitung seines Vaters mit dem Fußballspielen beim TSV Krumbach und wechselte 1988 in die Jugend des FC Augsburg. An der Seite von Mitspielern wie Harald Gfreiter, der später zwei Zweitligaspiele als Profi bestritt, gewann er 1991 und 1992 mit dem FC Augsburg den DFB-Jugend-Kicker-Pokal. 1992 schloss er sich den Stuttgarter Kickers an und kam zu acht Spielen in der 2. Bundesliga. Nachdem er in der folgenden Spielzeit nicht mehr in der 1. Mannschaft zum Einsatz gekommen war, verließ er den Klub aus Degerloch: Für den SSV Ulm 1846 lief er in den Folgejahren in der Regionalliga Süd auf. Nachdem er drei Jahre lang unter anderem unter Trainer Ralf Rangnick zur Stammformation in der Abwehrkette gehört hatte, musste er 1998, im Jahr des Aufstiegs in die 2. Bundesliga, wegen eines Knorpelschadens im linken Knie frühzeitig seine Laufbahn beenden.

### Trainer

#### Anfänge in Jugendmannschaften
Tuchel wechselte im Jahr 2000 auf die Trainerbank. Beim VfB Stuttgart trainierte er die U-15-Mannschaft und rückte 2004 als Co-Trainer zur U 19 auf. Mit ihr holte er 2005 den Meistertitel der A-Junioren-Bundesliga. Anschließend kehrte er zum FC Augsburg zurück, bei dem er ebenfalls als Trainer und Leiter des Nachwuchsleistungszentrums in der Jugendarbeit tätig war.
2006 absolvierte Tuchel die Ausbildung zum Fußballlehrer, die er mit einer Gesamtnote von 1,4 abschloss. Zum 1. Juli 2008 wechselte er ins Nachwuchsleistungszentrum des 1. FSV Mainz 05, um bei der A-Jugend des Klubs den als Co-Trainer zu den Profis aufgerückten Jürgen Kramny zu ersetzen. Mit der Nachwuchsmannschaft gewann er 2009 den Meistertitel bei den A-Junioren.

#### Erste Bundesligastation bei Mainz 05

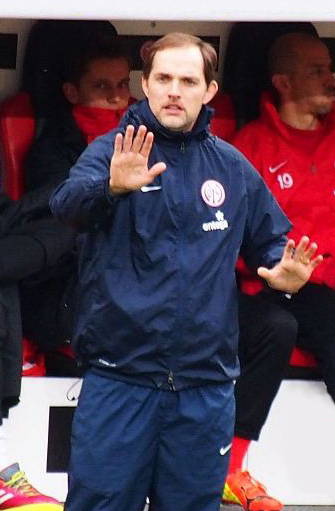
Tuchel als Mainzer Trainer bei einem Bundesligaspiel (2014)

Ab dem 3. August 2009 war Tuchel Trainer der Profimannschaft von Mainz 05, die zuvor in die Fußball-Bundesliga aufgestiegen war. Sein Vorgänger Jørn Andersen war nach dem Ausscheiden in der ersten Runde des DFB-Pokals und internen Unstimmigkeiten freigestellt worden. In seiner ersten Saison, die auf Platz neun beendet wurde, belegte der Verein in der Hinrunde zeitweise Europa-League-Startplätze. In der Saison 2010/11 stellte Tuchel mit seiner Mannschaft den damaligen Bundesliga-Startrekord von sieben Siegen in Serie ein. Mit den Mainzern sorgte er mit modernem Tempo- und Angriffsfußball für Furore. Infolge der Hinrunde noch Zweiter, wurde die Spielzeit aufgrund einer etwas instabileren zweiten Saisonhälfte auf dem fünften Rang beendet, mit dem sich der Verein erstmals für die Europa League qualifizierte. Die Mainzer beendeten unter Tuchel sowohl die Saison 2011/12 wie auch 2012/13 auf dem 13. Platz.
Unmittelbar nach dem letzten Spiel der Saison 2013/14, in der man Siebter wurde, wurde bekannt, dass Tuchel den Verein ein Jahr vor Vertragsende verlassen werde. Sein Vertrag wurde jedoch nicht aufgelöst, was Tuchel einen Wechsel zu einem anderen Verein nur gegen Zahlung einer Ablöse möglich gemacht hätte. Der Vertrag ruhte vom 15. Juni 2014 bis zum 30. Juni 2015. In dieser Zeit erhielt Tuchel kein Gehalt.

#### Borussia Dortmund

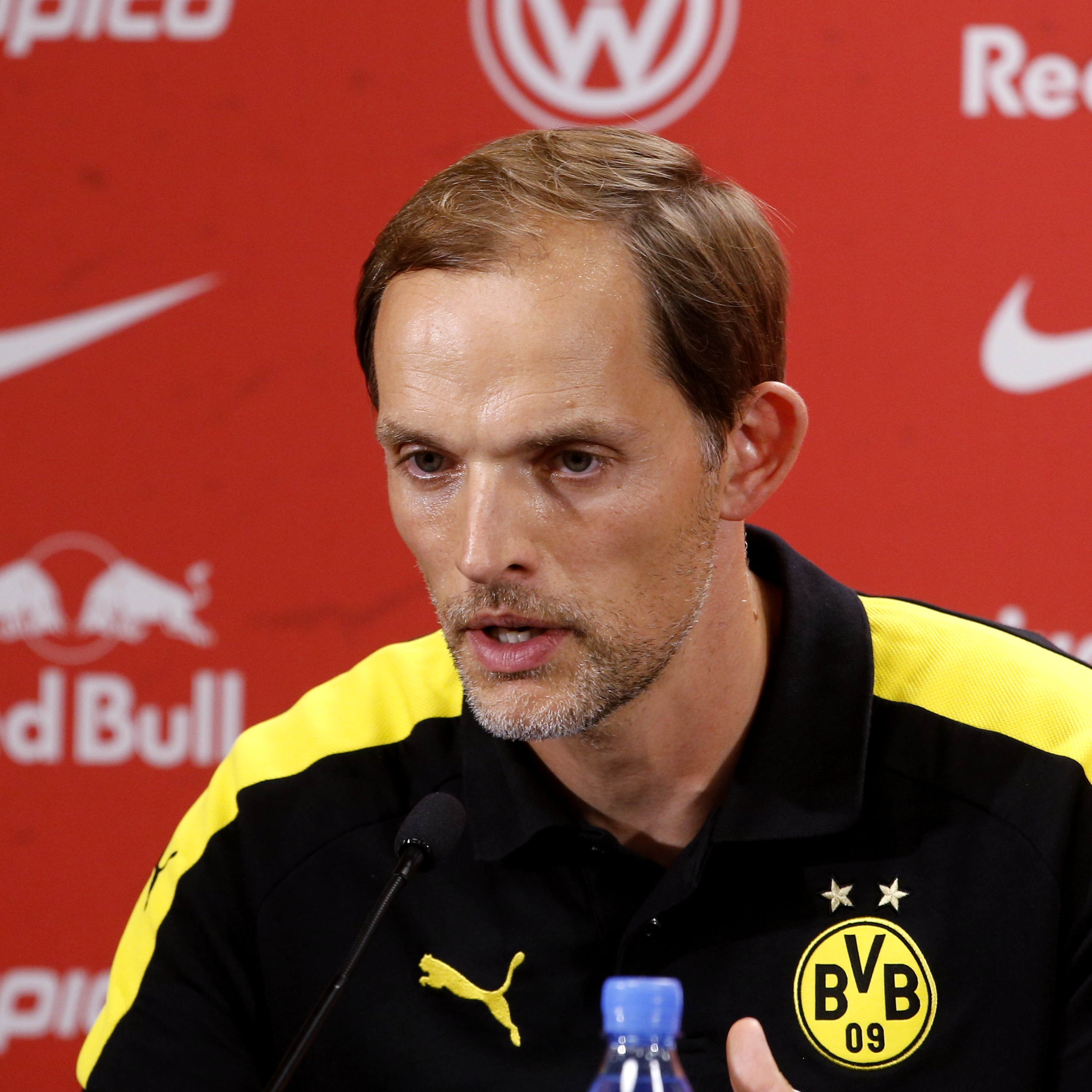
Tuchel als Trainer des BVB (2016)

Während seines Sabbatjahres sagte Tuchel mögliche Engagements bei RB Leipzig oder dem Hamburger SV nach seinem Vertragsende in Mainz ab. Am 19. April 2015 verpflichtete ihn Borussia Dortmund zur Saison 2015/16 als Nachfolger des zurückgetretenen Jürgen Klopp. Tuchel erhielt beim BVB einen bis zum 30. Juni 2018 laufenden Vertrag. In seiner ersten Spielzeit konnten die Dortmunder ungefährdet Vizemeister werden. Obwohl er auch in der darauffolgenden Saison mit der direkten Qualifikation der Borussia für die Champions League und dem Pokalsieg erfolgreiche Arbeit geleistet hatte, wurde die Zusammenarbeit vorzeitig beendet. Als Grund wurden verschiedene Differenzen mit der Klubführung genannt; unter anderem hatte es unterschiedliche Auffassungen zwischen dem Trainer und BVB-Geschäftsführer Hans-Joachim Watzke bei der Frage gegeben, ob die Champions-League-Partie gegen die AS Monaco nur einen Tag nach dem Sprengstoffanschlag auf den Mannschaftsbus des BVB im April 2017 hätte ausgetragen werden dürfen. Darüber hinaus soll auch ein angespanntes Verhältnis von Tuchel zu Teilen der Mannschaft den Ausschlag für die Trennung gegeben haben. Am 30. Mai 2017 gab Tuchel die Trennung vom Verein bekannt.

#### Paris Saint-Germain
Zur Saison 2018/19 übernahm Tuchel die Mannschaft des französischen Meisters Paris Saint-Germain. Er unterschrieb im Mai 2018 einen Zweijahresvertrag. Unter seiner Führung gewann die Mannschaft die ersten 14 Ligaspiele und stellte einen neuen Startrekord in der Ligue 1 auf. Als PSG fünf Spieltage vor Saisonende erneut vorzeitig als Meister – Tuchels erster nationaler Meistertitel – feststand, wurde seine Vertragslaufzeit bis Juni 2021 verlängert. Das Finale der Coupe de France 2018/19 verlor PSG gegen Stade Rennes im Elfmeterschießen, in der Champions League schied man im Achtelfinale aus.
Die Saison 2019/20 wurde Ende April 2020 wegen der globalen COVID-19-Pandemie abgebrochen und der Tabellenführer PSG wurde zum Meister erklärt. Im Juli des Jahres gewann Tuchel mit PSG die Coupe de France 2019/20. Er gewann auch das Finale des letztmals ausgetragenen französischen Ligapokals. Tuchel führte seine Mannschaft bis ins Finale der Champions League 2019/20, das PSG mit 0:1 gegen den FC Bayern München verlor.
Ende Dezember 2020 wurden sein Vertrag und die seines Trainerteams mit PSG aufgelöst. Hintergrund war ein Zerwürfnis zwischen Tuchel und Sportdirektor Leonardo. Die Mannschaft stand zu dem Zeitpunkt auf dem dritten Rang, einen Punkt hinter dem Tabellenführer Olympique Lyon.

#### FC Chelsea

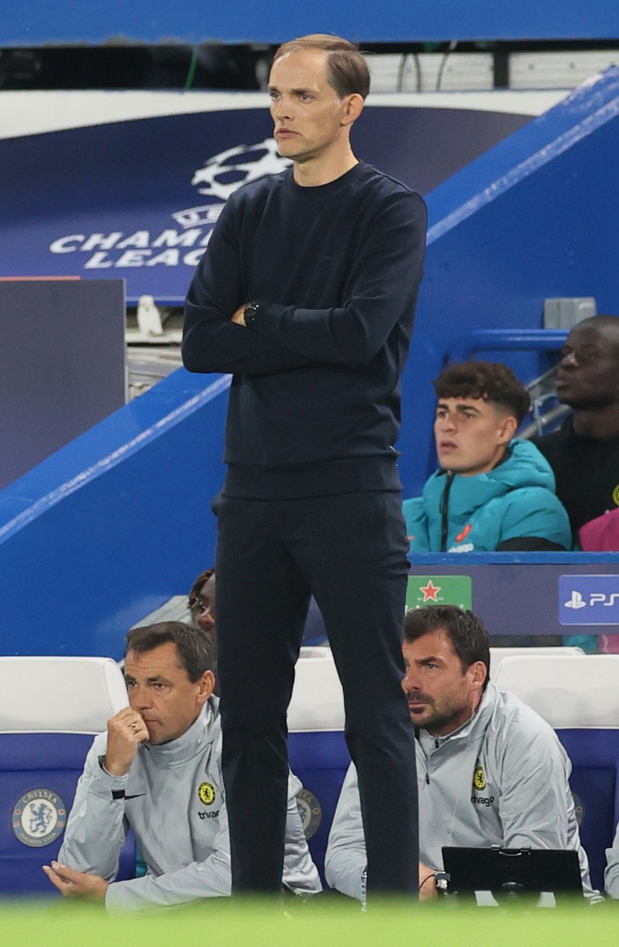
Tuchel als Trainer des FC Chelsea (2021)

Ende Januar 2021 – rund einen Monat nach seinem Ausscheiden bei PSG – übernahm Tuchel die Premier-League-Mannschaft des FC Chelsea, die nach 19 Spielen der Saison 2020/21 mit 29 Punkten auf dem 9. Platz stand, als Nachfolger von Frank Lampard. Der 47-Jährige unterschrieb einen zunächst bis zum 30. Juni 2022 laufenden Vertrag mit einer Option auf eine Verlängerung. Nach Tuchels Amtsantritt blieb der FC Chelsea wettbewerbsübergreifend 14 Spiele in Folge ungeschlagen und holte in den 18 verbliebenen Saisonspielen 38 von 54 möglichen Punkten. Die Saison beendete er mit seiner Mannschaft als Tabellenvierter, das Finale des FA-Cups 20/21 verlor Chelsea mit 0:1 gegen Leicester City. Hingegen war die Mannschaft von Tuchel nach einem Triumph über Real Madrid im Halbfinale auch im Champions-League-Finale gegen Manchester City siegreich und gewann dadurch die Champions League. Anfang Juni wurde seine Vertragslaufzeit um zwei Jahre bis 2024 verlängert. Am 11. August 2021 gewann er mit dem FC Chelsea den UEFA Super Cup durch einen 6:5-Sieg im Elfmeterschießen gegen den UEFA-Europa-League-Sieger von 2021, den FC Villarreal. Für die Erfolge im Jahr 2021 wurde er zum FIFA-Welttrainer des Jahres gewählt. Auch die FIFA-Klub-Weltmeisterschaft 2021, die im Februar 2022 ausgetragen wurde, gewann Tuchel. Seine Mannschaft war im Finale mit 2:1 siegreich gegen Palmeiras São Paulo.
In der Saison 2021/22 erreichte Tuchel nach starker Saisonleistung mit seiner Mannschaft den 3. Tabellenplatz, 19 bzw. 18 Punkte hinter Manchester City und dem FC Liverpool. Im Viertelfinale der Champions League scheiterte Chelsea knapp an Real Madrid, im Finale des FA-Cups unterlag Chelsea Liverpool nach Elfmeterschießen.
Nach einer 0:1-Niederlage gegen Dinamo Zagreb am 1. Spieltag der UEFA Champions League 2022/23 wurde Thomas Tuchel am 7. September 2022 freigestellt. In der Premier League 2022/23 hatte Chelsea bisher aus sechs Spielen zehn Punkte geholt und stand auf dem sechsten Platz.
Tuchel hatte mit dem FC Chelsea 60 von 100 Spielen gewonnen und nur 19 Niederlagen hinnehmen müssen. Seit 2009 hatten nur zwei Trainer, Maurizio Sarri und Antonio Conte, eine geringfügig bessere Siegquote mit dem FC Chelsea als Tuchel.

#### FC Bayern München
Ende März 2023 wurde Tuchel Cheftrainer des FC Bayern München als Nachfolger von Julian Nagelsmann. Er unterschrieb einen bis zum 30. Juni 2025 laufenden Vertrag. Der FC Bayern stand nach dem 25. Spieltag der Saison 2022/23 mit 52 Punkten auf dem 2. Platz; der Rückstand auf den Tabellenführer Borussia Dortmund betrug einen Punkt. In der Champions League hatte die Mannschaft alle acht Spiele gewonnen und stand im Viertelfinale. Auch im DFB-Pokal waren die Münchner im Viertelfinale vertreten. Bei seinem Debüt als Bayern-Trainer wurde der BVB nach zwischenzeitlicher 4:0-Führung mit 4:2 geschlagen, womit die Tabellenführung zurückerobert werden konnte. Anschließend schied der FC Bayern jedoch durch eine 1:2-Niederlage gegen den SC Freiburg, bei der der Siegtreffer in der Nachspielzeit durch einen Handelfmeter fiel, aus dem DFB-Pokal aus. Kurz darauf scheiterten die Münchner auch im Champions-League-Viertelfinale, indem sie in der Addition mit 1:4 (0:3 im Hin- und 1:1 im Rückspiel) Manchester City unterlagen. Auch in der Bundesliga taten sie sich schwer. So verloren sie im weiteren Saisonverlauf zwei Mal und spielten einmal Unentschieden, sodass Borussia Dortmund vor dem letzten Spieltag mit zwei Punkten Vorsprung wieder die Tabellenführung eroberte. Jedoch spielten diese im Saisonfinale gegen den 1. FSV Mainz 05 Unentschieden, während der FC Bayern den 1. FC Köln durch einen Treffer in der 89. Minute mit 2:1 schlug und damit erneut deutscher Meister wurde. Es entschied bei Punktgleichheit die bessere Tordifferenz.
Am 21. Februar 2024 gab der FC Bayern München bekannt, dass der Verein und Thomas Tuchel gemeinsam entschieden hätten, die Zusammenarbeit bereits zum 30. Juni 2024 zu beenden. Der FC Bayern München lag zu diesem Zeitpunkt mit acht Punkten Rückstand hinter dem Erstplatzierten Bayer 04 Leverkusen auf Platz zwei der Bundesliga, war im DFB-Pokal gegen den Drittligisten 1. FC Saarbrücken ausgeschieden und hatte gerade zum ersten Mal seit Mai 2015 drei Pflichtspiele nacheinander verloren.
Mit dem Einzug des FC Bayern München in das Halbfinale der UEFA Champions League 2023/24 wurde Tuchel der erste deutsche Trainer, der mit drei verschiedenen Vereinen die Runde der letzten vier Teams in der Königsklasse erreichte. Dort scheiterte man an Real Madrid. Die Bundesligasaison schlossen die Münchner mit 72 Punkten auf dem 3. Platz ab, was die schlechteste Platzierung seit 2011 bedeutete.

#### Englische Nationalmannschaft
Zum 1. Januar 2025 wurde Tuchel Cheftrainer der englischen Nationalmannschaft. Er unterschrieb einen bis nach der Weltmeisterschaft 2026 laufenden Vertrag und folgte auf Lee Carsley, der die Mannschaft nach der Europameisterschaft 2024 interimsweise von Gareth Southgate übernommen hatte. Tuchel wurde nach dem Schweden Sven-Göran Eriksson (2001 bis 2006) und dem Italiener Fabio Capello (2007 bis 2012) der dritte Nicht-Brite in dieser Position. Mit Siegen in der Qualifikation zur Fußball-Weltmeisterschaft 2026 gegen Albanien (2:0), Lettland (3:0) und Andorra (1:0) gelang ihm ein Auftakt nach Maß. Nur wenige Tage nach dem dritten Quali-Spiel gegen Andorra unterlag England dem Senegal in einem Testspiel mit 1:3, was zur Folge hatte, dass Thomas Tuchel erstmals heftig in der Kritik stand.

## Titel und Auszeichnungen

### Als Spieler
- Meister der Regionalliga Süd und Aufstieg in die 2. Bundesliga: 1998 (SSV Ulm 1846)
- Württembergischer Pokalsieger (2): 1995, 1997 (beide SSV Ulm 1846)
- Deutscher Amateurmeister: 1996 (SSV Ulm 1846)
- Deutscher A-Junioren-Pokalsieger (2): 1991, 1992 (beide FC Augsburg)

### Als Cheftrainer
International
- Champions-League-Sieger: 2021 (FC Chelsea)
- Klub-Weltmeister: 2021 (FC Chelsea)
- UEFA-Super-Cup-Sieger: 2021 (FC Chelsea)

Deutschland
- Meister: 2023 (FC Bayern München)
- Pokalsieger: 2017 (Borussia Dortmund)
- A-Junioren-Meister: 2009 (1. FSV Mainz 05)

Frankreich
- Meister (2): 2019, 2020 (beide Paris Saint-Germain)
- Pokalsieger: 2020 (Paris Saint-Germain)
- Ligapokalsieger: 2020 (Paris Saint-Germain)
- Supercupsieger (2): 2018, 2019 (beide Paris Saint-Germain)

### Auszeichnungen
- FIFA-Welttrainer des Jahres: 2021
- Fußballtrainer des Jahres (Deutschland): 2021
- Trainerpreis des deutschen Fußballs: 2011
- VDV-Trainer der Saison: 2015/16

## Engagement
Im Jahre 2011 wurde Tuchel der mit 10.000 Euro dotierte Trainerpreis des Deutschen Fußball-Bundes (DFB) verliehen. Der Preis würdigt herausragende Leistungen eines Trainers im Spielbetrieb und in der Nachwuchsarbeit. Er kann ebenso für ein besonderes gesellschaftliches Engagement im Rahmen der Trainertätigkeit verliehen werden.
Tuchel unterstützt als Botschafter die Initiative Respekt! Kein Platz für Rassismus.

## Persönliches
Nachdem Tuchel parallel zur Fußballerkarriere schon zeitweise eine Berufsausbildung zum Physiotherapeuten begonnen und Sportwissenschaften sowie Anglistik bis zur Zwischenprüfung studiert hatte, brach er beides ab, weil er diese Doppelbelastung nicht durchhielt; nach dem Ausscheiden aus dem aktiven Fußball absolvierte er an der Berufsakademie Stuttgart ein Studium der Betriebswirtschaftslehre, das er mit dem Diplom abschloss.
Tuchel sagte im März 2009, kurz nach dem Tod des im Alter von 53 Jahren gestorbenen Fußballtrainers Hermann Badstuber (Vater des Fußballers Holger Badstuber), dieser sei sein Mentor gewesen.
Thomas Tuchel war seit 2009 verheiratet und ist Vater zweier Töchter. Nach 13 Jahren Ehe mit seiner Frau Sissi wurde diese im März 2022 geschieden. Im gleichen Jahr lernte er seine Freundin Natalie Guerreiro Max, eine Unternehmerin, kennen.